# Post Malone

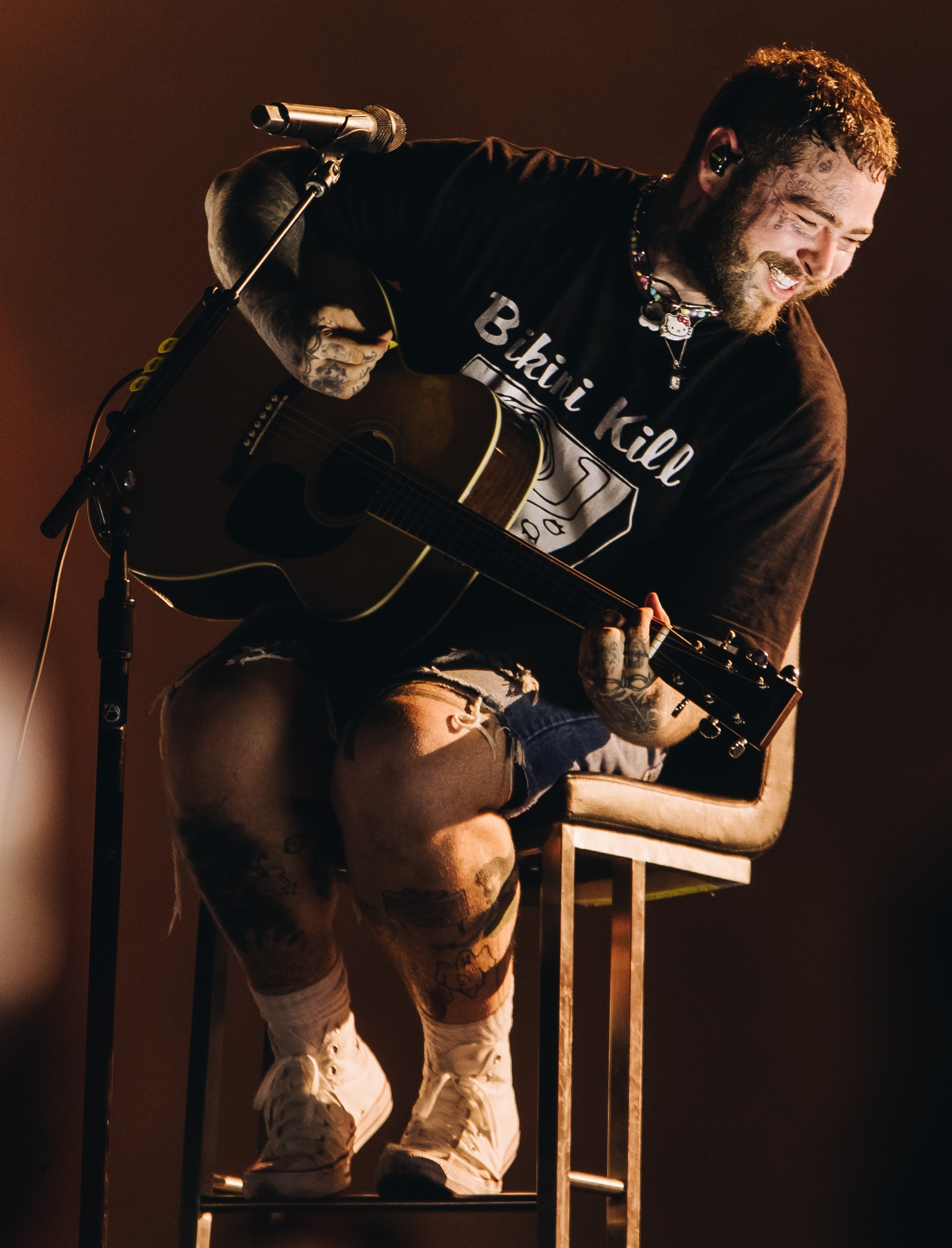
Post Malone (2021)

Post Malone (* 4. Juli 1995 in Syracuse, New York; bürgerlich Austin Richard Post) ist ein US-amerikanischer Sänger, Rapper, Musikproduzent und Schauspieler.
Malone wurde Mitte der 2010er nach der Veröffentlichung seiner Debütsingle White Iverson bekannt. Der Song, der Platz 14 der Billboard Hot 100 erreichte und später von der Recording Industry Association of America (RIAA) mit Vierfach-Platin ausgezeichnet wurde, brachte Malone einen Plattenvertrag mit Republic Records ein. Er veröffentlichte 2016 sein Debüt-Studioalbum Stoney, das auf Platz 6 der Billboard 200 debütierte. Das Album mit dem Top-10-Hit Congratulations bekam bald zertifiziertes Doppel-Platin.

## Karriere
Post Malone wurde 1995 als Austin Richard Post in Syracuse im US-Bundesstaat New York geboren. Im Alter von zehn Jahren zog er mit seiner Familie ins texanische Grapevine in der Nähe von Dallas. Sein Vater Rich Post hörte viel Musik, was ihn dazu brachte, selbst zur Gitarre zu greifen und eigene Lieder zu schreiben. Erst wollte er Bandmusiker werden, wurde dann aber Fan der Hip-Hop-Crew Terror Squad und schloss sich einer einheimischen Crew als MC an. Im Alter von 15 Jahren nahm Malone an einer Audition der Post-Hardcore-Band Crown the Empire teil, um dort Gitarrist werden zu können, jedoch scheiterte dieser Versuch. In der Highschool spielte er in einer Metalcore-Band.
In den 2010ern ging Post nach Los Angeles. Dort begann er, eigene Musik im Internet zu veröffentlichen. Posts Vater war Angestellter der Dallas Cowboys und er selbst war nicht nur Football-, sondern auch Basketball-begeistert und schrieb das Stück White Iverson in Anspielung auf NBA-Star Allen Iverson. Anfang 2015 stellte er das Lied online und erreichte hohe Aufrufzahlen. Das Label Republic Records wurde auf ihn aufmerksam, nahm ihn unter Vertrag und veröffentlichte noch im selben Jahr das Lied als Single. Es schaffte auf Anhieb den Charteinstieg, kam bis auf Platz 14 der US-Charts und Platz 3 der US-Rapcharts. Über drei Millionen Mal wurde das Lied gekauft bzw. entsprechend gestreamt und er wurde mit 4-fach-Platin ausgezeichnet. Mit Go Flex konnte er eine zweite Single folgen lassen, die es ebenfalls in die Charts schaffte und Gold brachte. Er wurde auch über Nordamerika hinaus bekannt, insbesondere durch die Zusammenarbeit beim Song Deja Vu mit Justin Bieber, bei dessen Tour er im Vorprogramm auftrat, und bei Kanye Wests Song Fade. Beide Lieder kamen unter anderem auch in Großbritannien in die Charts.
Ende 2016 veröffentlichte Post Malone sein Debütalbum Stoney, mit dem er auf Platz 6 der US-Albumcharts einstieg. Am 27. April 2018 veröffentlichte er sein zweites Studioalbum Beerbongs & Bentleys. Die Tour zum neuen Album startete am 28. Oktober 2018.
Im Sommer 2019 erschien die Single Goodbyes mit dem Rapper Young Thug als zweite Single seines dritten Albums Hollywood’s Bleeding, welches er am 6. September desselben Jahres veröffentlichte.

## Diskografie
Studioalben

| Jahr | Titel Musiklabel                              | Höchstplatzierung, Gesamtwochen, AuszeichnungChartplatzierungen (Jahr, Titel, Musiklabel, Platzierungen, Wochen, Auszeichnungen, Anmerkungen) | Höchstplatzierung, Gesamtwochen, AuszeichnungChartplatzierungen (Jahr, Titel, Musiklabel, Platzierungen, Wochen, Auszeichnungen, Anmerkungen) | Höchstplatzierung, Gesamtwochen, AuszeichnungChartplatzierungen (Jahr, Titel, Musiklabel, Platzierungen, Wochen, Auszeichnungen, Anmerkungen) | Höchstplatzierung, Gesamtwochen, AuszeichnungChartplatzierungen (Jahr, Titel, Musiklabel, Platzierungen, Wochen, Auszeichnungen, Anmerkungen) | Höchstplatzierung, Gesamtwochen, AuszeichnungChartplatzierungen (Jahr, Titel, Musiklabel, Platzierungen, Wochen, Auszeichnungen, Anmerkungen) | Anmerkungen                                                   |
| Jahr | Titel Musiklabel                              | DE | AT | CH | UK | US | Anmerkungen                                                   |
| ---- | --------------------------------------------- | --- | --- | --- | --- | --- | ------------------------------------------------------------- |
| 2016 | Stoney Republic Records (UMG)                 | DE72 Gold · (13 Wo.)DE | AT58 Gold · (6 Wo.)AT | CH48 (2 Wo.)CH | UK10 ×2Doppelplatin · (169 Wo.)UK | US4 ×5Fünffachplatin · (361 Wo.)US | Erstveröffentlichung: 9. Dezember 2016 Verkäufe: + 6.756.000  |
| 2018 | Beerbongs & Bentleys Republic Records (UMG)   | DE4 Gold · (39 Wo.)DE | AT2 (78 Wo.)AT | CH3 (56 Wo.)CH | UK1 ×2Doppelplatin · (145 Wo.)UK | US1 ×5Fünffachplatin · (318 Wo.)US | Erstveröffentlichung: 27. April 2018 Verkäufe: + 7.365.000    |
| 2019 | Hollywood’s Bleeding Republic Records (UMG)   | DE7 Gold · (59 Wo.)DE | AT5 (136 Wo.)AT | CH3 (96 Wo.)CH | UK1 ×2Doppelplatin · (131 Wo.)UK | US1 ×4Vierfachplatin · (240 Wo.)US | Erstveröffentlichung: 6. September 2019 Verkäufe: + 6.112.500 |
| 2022 | Twelve Carat Toothache Republic Records (UMG) | DE10 (7 Wo.)DE | AT6 (8 Wo.)AT | CH6 (7 Wo.)CH | UK3 Gold · (14 Wo.)UK | US2 (62 Wo.)US | Erstveröffentlichung: 3. Juni 2022 Verkäufe: + 285.000        |
| 2023 | Austin Republic Records (UMG)                 | DE4 (7 Wo.)DE | AT3 (5 Wo.)AT | CH2 (4 Wo.)CH | UK3 Silber · (9 Wo.)UK | US2 (29 Wo.)US | Erstveröffentlichung: 28. Juli 2023 Verkäufe: + 92.500        |
| 2024 | F-1 Trillion Republic Records (UMG)           | DE5 (4 Wo.)DE | AT5 (4 Wo.)AT | CH2 (5 Wo.)CH | UK1 Gold · (18 Wo.)UK | US1 Platin · (… Wo.)US | Erstveröffentlichung: 16. August 2024 Verkäufe: + 1.180.000   |